# Povojni zunajsodni poboji v Sloveniji
Povojni poboji so izraz za zunajsodne pomore vojnih ujetnikov in civilistov neposredno po koncu druge svetovne vojne v Sloveniji. Izraz predstavlja povojne revolucionarne čistke imenovane tudi čiščenja, ki jih je po vzoru sovjetske revolucije ukazalo tedanje jugoslovansko partijsko vodstvo.
Po raziskavah zgodovinarja Jožeta Dežmana, predsednika Komisije Vlade Republike Slovenije za reševanje vprašanj prikritih grobišč, jih je izvajalo približno 15.000 pripadnikov enot Korpusa narodne obrambe Jugoslavije, med najodgovornejšimi zanje pa so bili Josip Broz, Edvard Kardelj, Boris Kidrič in Ivan Maček.
Množična grobišča, rezultat morije, so bila desetletja načrtno skrita pred javnostjo, dasiravno so lokalni prebivalci vedeli zanje. V veliki večini primerov je šlo za likvidacije na samem mestu grobišča. Do sedaj je evidentiranih okoli 700 množičnih grobišč. Razkrivanje, evidentiranje in urejanje grobišč se je pričelo leta 2000, deset let po slovenski osamosvojitvi.

## Lokacije
Seznam medvojnih in povojnih prikritih grobišč je možno videti tukaj.
- Crngrob[4][5]
- Barbara rov

## Galerija
- Povojni izvensodni poboji v Sloveniji, Škofja Loka, Crngrob, Napis na križu
- Povojni izvensodni poboji v Sloveniji, Škofja Loka, Crngrob 1, lokacija   46 ° 11 ' 45,67 "  ,  14 ° 18 ' 21,61 "
- Povojni izvensodni poboji v Sloveniji, Škofja Loka, Crngrob 2, lokacija   46 ° 11 ' 45,53 "  ,  14 ° 18 ' 16,87 "
- Povojni izvensodni poboji v Sloveniji, Škofja Loka, Crngrob 5, tabla
- Povojni izvensodni poboji v Sloveniji, Škofja Loka, Crngrob 5 lokacija   46 ° 11' 52,9 "   ,  14 ° 18 ' 5,61 "
- Povojni izvensodni poboji v Sloveniji, Škofja Loka, Crngrob 5a
- Povojni izvensodni poboji v Sloveniji, Škofja Loka, Crngrob 5b